# Гаряєва Валентина Нимгирівна
Гаряєва Валентина Нимгирівна (нар. 08.03.1939, радгосп Яшкуль, Калмицька АРСР) — радянська і російська співачка (мецо-сопрано), Заслужена артистка РРФСР (29.01.1968), Народна артистка Російської Федерації (29.06.1979), Почесний громадянин Республіки Калмикія (1994). Герой Калмикії (2014 року).

## Біографія
Валентина Гаряєва народилася в багатодітній родині Нммгирова Гарі Онкіровича та Леджинової Булгун Харцхаєвни. При народженні отримала калмицьке ім'я Няямн, що означає «вісім», так як народилася восьмого березня, проте була записана Валентиною — це ім'я їй дала акушерка що приймала пологи. В 1943 році  депортована в Сибір, в село Ситоміно Сургутського району  Ханти-Мансійського округу  Тюменської області.

## Творчість
Її творча біографія починається після повернення калмицького народу з Сибіру. З 1958 року була солісткою  ансамблю пісні і танцю «Тюльпан». В 1969 році закінчила  Всесоюзну театральну естрадну майстерню.
Валентина Гаряева є майстром виконання «ут дун». Незмінною прикрасою на її концертах служать протяжні, старовинні, калмицькі пісні. Сьогодні в її репертуарі понад ста творів пісенної народної творчості самого різного характеру. В 1978 році стала дипломантом Всесоюзного і Всеросійського конкурсу виконавців народних пісень.
Незважаючи на заслужений успіх, співачка продовжує навчання: в 1979 році закінчила елістінське училище мистецтв, в 1985 році — філологічний факультет калмицького університету.
Була депутатом Верховної Ради Калмицькій АРСР 6-го скликання.

## Нагороди
- 1962 удостоєна звання «Заслужена артистка Калмицької АРСР».
- 1963 нагороджена Почесною грамотою Міністерства культури СРСР.
- 29.01.1968 присвоєно звання «Заслужена артистка РРФСР».
- 1970 нагороджена медаллю «Найрамдал» — «Дружба народів СРСР і МНР»
- 1971 нагороджена медаллю «50 років Монгольської народної революції»
- 1972 лауреат Державної премії Калмицької АРСР ім. О. І. Городовикова.
- 29.06.1979 удостоєна звання «Народна артистка РРФСР».
- 1987 нагороджена  орденом Дружби народів
- 1998 нагороджена нагрудним знаком Міністерства культури РФ «За досягнення в культурі»[2].
- Народна артистка Калмицької АРСР (1962)
- В 2014 році була удостоєна звання «Герой Калмикії» за збереження і розвиток національного мистецтва, значний внесок у справу процвітання Республіки Калмикія[3].